# Deutsches Reichssportabzeichen
Das im Jahr 1933 in Deutsches Reichssportabzeichen umbenannte Sportabzeichen – auch als Reichssportabzeichen bekannt oder ab 1937 als Deutsche Reichsauszeichnung für Leibesübungen bezeichnet – war eine Auszeichnung im Bereich des Breitensports, die im Nationalsozialismus in der Zeit von 1933 bis 1944 verliehen wurde. Mit der Verordnung vom 1. Juli 1937 wurde es zum Staatsabzeichen (Orden) erklärt.

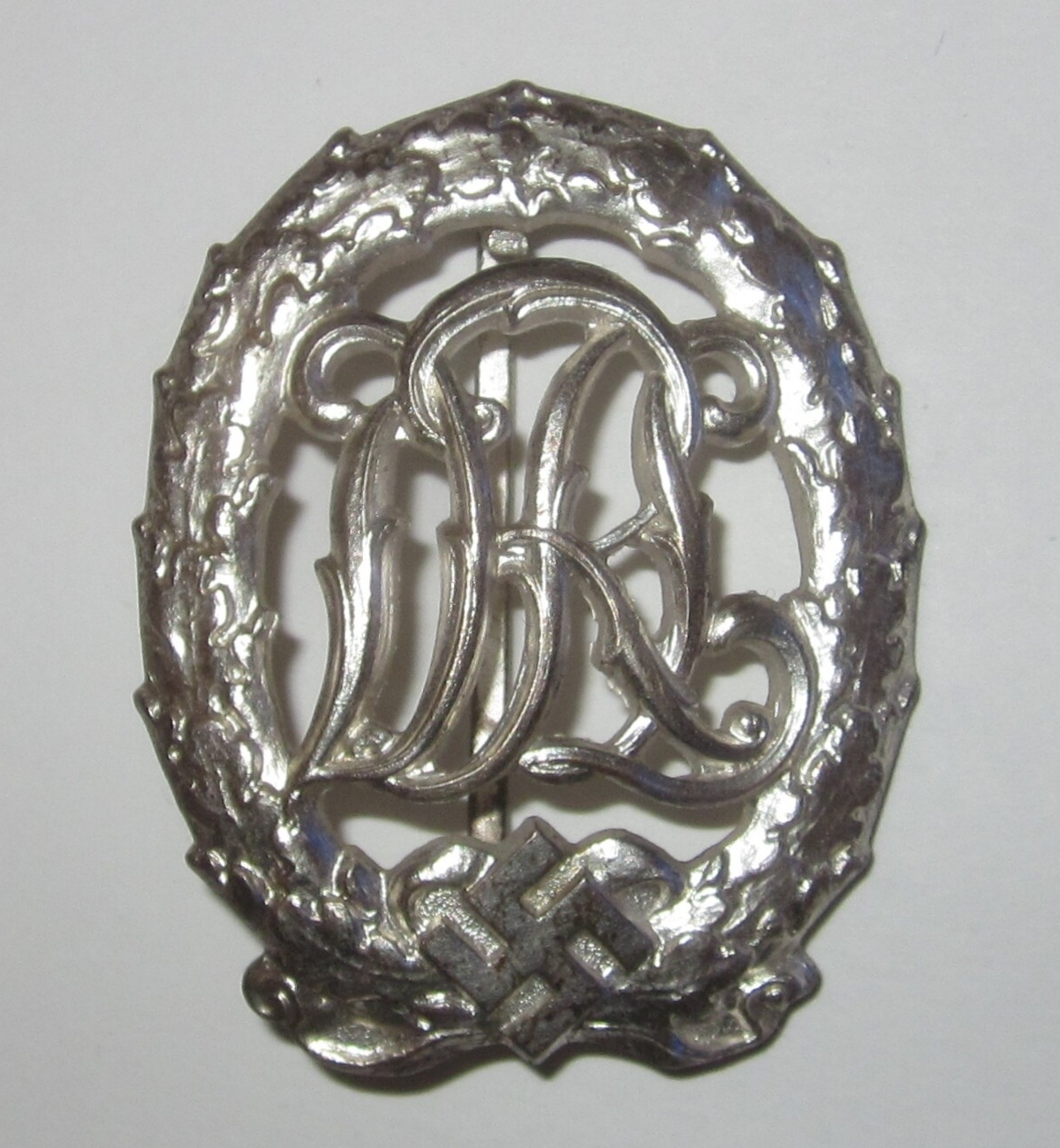
Deutsches Reichssportabzeichen in Silber

## Vorgeschichte

### Im Deutschen Kaiserreich – Der Beginn eines Sportabzeichens
Bereits im Deutschen Kaiserreich wurde damit begonnen, ein Sportabzeichen zu schaffen. Carl Diem war es, der die Initiative für die Organisation „eine[r] öffentlich[en] Auszeichnung“ ergriff, die im Rahmen der „allgemein[en] Körperertüchtigung“ angedacht war.
Während der Olympischen Sommerspiele 1912 in Stockholm verfolgte der Sportfunktionär Diem das erfolgreiche Abschneiden der schwedischen sowie der amerikanischen Nation. Dabei sammelte er wertvolle Erfahrungen, die in seine Sportabzeicheninitiative einfließen sollten. Am 29. September 1912 stellte Carl Diem vor der Hauptversammlung des Deutschen Reichsausschusses für Olympische Spiele (DRAFOS) im Palast-Hotel in Berlin einen Antrag zur „Einführung eines deutschen Sportabzeichens“. Die geplante Auszeichnung sollte sich an den bestehenden Modellen aus den USA (Athletic Badge von 1904) und aus Schweden (Idrotts-Märket von 1907) orientieren. Diem präsentierte hierfür „den Vertretern der deutschen Turn- und Sportverbände“ das schwedische Material der Idrotts-Märket.
Am 21. Oktober 1912 wurde eine Besprechung zu einem deutschen Sportabzeichen abgehalten. Bereits am 10. November 1912 folgte die Verabschiedung der vorläufigen Bedingungen für den Erwerb eines Sportabzeichens auf der Hauptversammlung des DRAfOS. Des Weiteren wurde Carl Diem zum Generalsekretär des DRAfOS ernannt. Die verbindlichen Auszeichnungsbedingungen wurden am 21. März 1913 im »Stadion-Kalender« des DRAfOS veröffentlicht. Aufgrund der distanzierten Haltung der Deutschen Turnerschaft (DT) wurde die sportliche Auszeichnung nicht wie geplant als Deutsches Turn- und Sportabzeichen eingeführt, sondern erhielt den Namen Auszeichnung für vielseitige Leistungen auf dem Gebiet der Leibesübungen. Die ersten Prüfungen wurden am 7. September 1913 abgenommen. Unter anderem gehörte auch Carl Diem zu den ersten Personen, denen das Sportabzeichen verliehen wurde. Mit Ausbruch des Ersten Weltkrieges wurden die Leistungsabnahmen für ein Sportabzeichen eingestellt – fast 1300 Auszeichnungen wurden bis dato vergeben.

### In der Weimarer Republik – Ausbau und Umbenennung
Die distanzierte Haltung vonseiten der Deutschen Turnerschaft relativierte sich schrittweise nach Ende des Ersten Weltkrieges, sodass kooperierend an einer Fortsetzung eines Sportabzeichens mitgewirkt wurde. 1919 konnten die Sportabzeichenprüfungen in der Weimarer Republik wieder aufgenommen werden. Im Jahr 1920 folgte die Umbenennung in Deutsches Turn- und Sportabzeichen, wofür nun der Deutsche Reichsausschuss für Leibesübungen (DRA) zuständig war. Carl Diem war bestrebt, weiterhin als Generalsekretär des DRA die Wahlmöglichkeiten auf die körperlichen Grundfertigkeiten zu begrenzen. Dennoch versuchten die Fachverbände kontinuierlich die jeweilige Sportart in eine der fünf Prüfungsgruppen aufnehmen zu lassen.
Einen Meilenstein in der Entwicklung des Sportabzeichens stellte das Jahr 1921 dar – seit dem 29. Januar hatten alle Staatsbürger ab dem 18. Lebensjahr die Möglichkeit, das Deutsche Turn- und Sportabzeichen zu erwerben. Fortan waren auch Frauen zur Leistungserbringung zugelassen. Die erste Frau, die diese Auszeichnung verliehen bekam, war Adele Schacke vom Schwimmverein Göttingen 08. Ein weiteres nicht außer Acht zu lassendes Kriterium war die Vereinsmitgliedschaft, die nicht mehr zwingendes Kriterium des Erwerbs war und somit zu einem zusätzlichen Anstieg der Verleihungszahlen führte. Am 14. März 1925 erweiterte der DRA nach langwierigen Verhandlungen das Sportabzeichen mit dem Reichsjugendabzeichen, wobei vorerst nur die männliche Jugend die Prüfungen ablegen durfte. Letztlich war es mit Genehmigung vom 17. November 1927 auch den Mädchen gestattet, das Reichsjugendabzeichen zu erwerben.
Als Ergebnis der wachsenden Spannungen zwischen den einzelnen Sportbewegungen und der sich aufbäumenden Ideologisierung innerhalb der jungen Republik erhielten Ende der Zwanziger Jahre weitere Sportabzeichen Einzug, die in Konkurrenz zum Deutschen Turn- und Sportabzeichen standen. Besonders zwischen der bürgerlich-nationalen Sportbewegung und der Arbeitersportbewegung entbrannten Konflikte. Die neu eingeführten Abzeichen gewannen schnell an Bedeutung, zumal die Verleihungszahlen des Deutschen Turn- und Sportabzeichens während der Weltwirtschaftskrise teilweise stark stagnierten und jeder Verband die eigenen Anhänger binden wollte. Auf bürgerlicher Seite entstand beispielsweise die „Leistungsprüfung des Deutschen Turnbundes“ (1928), das „Stahlhelm-Wehrkreuz“ (1930) und die „Leistungsprüfung des Reichskuratoriums für Jugendertüchtigung“ (1933). Im Arbeitersport wurde das „Arbeitersportabzeichen“ (1932) eingeführt, welches vom sozialdemokratisch ausgerichteten Zentralkomitee (ZK) verliehen wurde. Außerdem wurde für kommunistisch orientierte Arbeitersportler das Abzeichen „Bereit zum proletarischen Klassenkampf“ (1931) geschaffen.
Alle Sportabzeichen/Leistungsabzeichen orientierten sich prinzipiell am Deutschen Turn- und Sportabzeichen. Diese beinhalteten ebenso körperliche Vielseitigkeitsprüfungen im Bereich des Breitensports und waren zudem durch die wesentlichen Prüfungsbestandteile des Deutschen Turn- und Sportabzeichens gekennzeichnet. Dennoch unterschieden sich die Konkurrenzabzeichen durch zwei entscheidende Details. Zum einen wurde auf die Wehrkraft der Bewerber abgezielt. Besondere Leistungen standen hierbei im Vordergrund wie beispielsweise Kleinkaliberschießen, Tarnung, Gepäckmarsch, Gelände- und Hindernislauf, Kommando- und Kartenkunde, Entfernungsschätzen, Keulenzielwurf u. a. Zum anderen gab es die „politisch-ideologischen Prüfungsbestandteil[e]“, die die „persönliche Bewährung und Haltung“ als auch „Kenntnisse in 'völkischem' bzw. 'proletarischem Wissen'“ usw. des Athleten prüften. Nur das Arbeitersportabzeichen des Zentralkomitees löste sich von all diesen Besonderheiten und kann aus heutiger Sicht als gleichwertiges Konkurrenzabzeichen angesehen werden.

## Entwicklung des Reichssportabzeichens im Nationalsozialismus
Mit der nationalsozialistischen Diktatur begann eine neue Periode des Sports in Deutschland. Folgenschwere Probleme kamen auf Vereine und Verbände zu, die während der Weimarer Zeit gegründet worden waren oder mit der nationalsozialistischen Ideologie kollidierten. Auch der Deutsche Reichsausschuss für Leibesübungen gab dem Druck der neuen Machthaber nach und löste sich 1933 auf (offizielles Datum der Auflösung: 10. Mai 1933). Damit händigte man den bürgerlich organisierten Sport den Nationalsozialisten aus. Eine der letzten Amtshandlungen des DRA war eine dem Regime angepasste weitere Namensänderung in Deutsches Reichssportabzeichen sowie Reichsjugendsportabzeichen (RJA), die noch im März desselben Jahres stattfand. Während dieser Umbruchphase beorderten die Nationalsozialisten für den Sport den SA-Gruppenführer Hans von Tschammer und Osten, der am 28. April 1933 zum Reichssportkommissar für Turnen und Sport (ab dem 19. Juli 1933 als Reichssportführer tätig) berufen wurde. Häufig verhinderten Machtkämpfe innerhalb bzw. zwischen den sportlichen Abteilungen eine Zusammenarbeit, sodass kein gemeinsames Ziel verfolgt wurde. Die Verleihung wurde nach Auflösung des DRA stellvertretend für den Reichssportkommissar bzw. -sportführer auf Ortsebene durchgeführt. Am 9. März 1934 ging aus dem aufgelösten DRA der Deutsche Reichsbund für Leibesübungen (DRL) als neue oberste Sportbehörde im Deutschen Reich hervor. Sogleich wurden die Prüfungsbedingungen für das Reichssportabzeichen in geringem Umfang überarbeitet. Durch das Hinzufügen von wehrsportlichen Inhalten passte man das Reichssportabzeichen den „Erfordernissen des nationalsozialistischen Staates“ an. Ebenso oblag die Gestaltung des Abzeichens einiger Modifizierungen. Während der Verleihungszeit im Dritten Reich prangte fortan ein Hakenkreuz im unteren Bereich auf der Bandschleife und aus den Buchstaben DRA wurden die Buchstaben DRL (ab 1935).

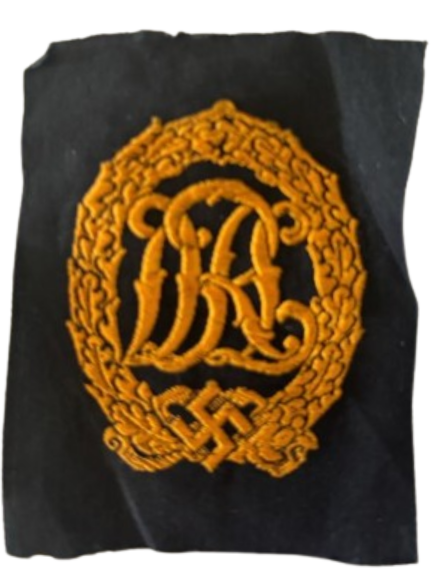
Stoffausführung des Deutschen Reichssportabzeichen In Bronze

Nach und nach entstand seit 1933 durch die Organisationen der NSDAP „ein geschlossenes, nach Altersstufen gestaffeltes System von wehrsportlich orientierten Abzeichen“, die namentlich als auch inhaltlich an das Sportabzeichen angelehnt waren. Der SA-Stabschef Ernst Röhm stiftete am 28. November 1933 ein eigenes Leistungsabzeichen für dessen Sturm-Abteilung (SA) – das SA-Sportabzeichen (ab 1939 SA-Wehrabzeichen) war geboren. Das Reichskuratorium für Jugendertüchtigung (RKJ) brachte das RKJ-Abzeichen heraus, das seit März 1934 verliehen wurde. Für die Jugend wurden am 1. Juni 1934 zwei zusätzliche Leistungsabzeichen geschaffen. Baldur von Schirach führte für die Hitlerjugend (HJ) das HJ-Leistungsabzeichen und ein eigenes Leistungsabzeichen für den Bund Deutscher Mädel (BDM) ein. Des Weiteren gab es seit dem 3. Oktober 1935 ein Leistungsabzeichen für das Deutsche Jungvolk, das sich der Pimpfenprobe anschloss. Die Mädchen bekamen das Jungmädel-Leistungsabzeichen verliehen. Bis 1933/34 wurden jegliche Abzeichen aus der Weimarer Republik verboten oder in das SA-Sportabzeichen bzw. das Deutsche Reichssportabzeichen eingegliedert. Dabei sollten die neugeschaffenen politisierten Abzeichen vor allem eines – die neuen nationalsozialistischen Werte vermitteln. 1938 gliederten die Nationalsozialisten das Österreichische Turn- und Sportabzeichen in das Deutsche Reichssportabzeichen ein.
Mit Heinrich Himmlers SS-Befehlen gab es u. a. im Jahr 1937 elementare Veränderungen. War zuerst der Besitz des Reichssportabzeichens für die zukünftige Braut (Geburtsjahr nach 1920) eines SS-Mannes vorgeschrieben, um eine Verlobungs- und Heiratsgenehmigung zu erlangen, mussten wenig später auch die SS-Männer selbst (unter dem 50. Lebensjahr) den Besitz des Reichssportabzeichens nachweisen können. Für das gesamte Reichsgebiet wurde am 1. Juli 1937 die »Verordnung zur Ausführung des Gesetzes über Titel, Orden und Ehrenzeichen« (§ 5 im RGBl. I S. 725) verabschiedet. Demnach wurde das Deutsche Reichssportabzeichen zu einem Ehrenzeichen erklärt. Es war somit staatlich anerkannt und erhielt den Status eines Ordens, was ebenfalls auf das gegenwärtige Sportabzeichen zutrifft. Durch die Durchführungsverordnung vom 1. September 1937 (§ 3 h im RGBl. I S. 961) wurde mittels des Führererlasses das Reichssportamt errichtet, das künftig im Namen des Reichssportführers das Sportabzeichen „als amtliche Auszeichnung für vielseitige Leistungen auf dem Gebiet der Leibesübungen“ verlieh. Offiziell erhielt das Sportabzeichen nun die Bezeichnung Deutsche Reichsauszeichnung für Leibesübungen. Mit Hitlers Erlass vom 21. Dezember 1938 wurde der DRL umbenannt. Die neugeschaffene Institution Nationalsozialistischer Reichsbund für Leibesübungen (NSRL) wurde direkt von der NSDAP betreut.

Soldat der Luftwaffe mit Reichssportabzeichen in Silber (links) (HJ-Leistungsabzeichen in Silber (rechts) und Fallschirmschützenabzeichen der Luftwaffe (Mitte)), Januar 1945

Während der Machtzeit der Nationalsozialisten wurden mehrfach die Strukturen und Aufgabenbereiche in den Sportbehörden verändert. „Durch die Schaffung einer Mittel- und Unterstufe der [staatlichen] Sportaufsicht“ wurde 1940 ein großer Schritt in Richtung einer „Dezentralisierung der Reichssportabzeichenverleihung[en]“ vorgenommen. Dies ermöglichte ab 1941 beispielsweise „Reichsstatthalter[n], Ministerien des Innern, Oberpräsidenten, Oberbürgermeister der Reichshauptstadt Berlin“ sowie „Landrät[en] und Oberbürgermeister[n]“ die Organisation und Ausführung, später sogar die Verleihung durchzuführen. Ebenso erleichterte man aufgrund sinkender Verleihungszahlen und infolge des voranschreitenden Krieges den Erwerb des Reichssportabzeichens (§ 8 des RMBl. S. 242). Hierbei sind Änderungen für „Jugendliche […] vor Vollendung des 18. Lebensjahres“ sowie für „männliche Angehörige der Wehrmacht, der Waffen-SS, des Reichsarbeitsdienstes und der Polizei“ aus dem Jahr 1942 zu nennen. Jugendliche konnten so bereits mit dem 17. Lebensjahr das Sportabzeichen erlangen. Für männliche Angehörige im Fronteinsatz wurden diverse Erleichterungen wie beispielsweise eine Fristverlängerung oder ein Erlass von Wiederholungsprüfungen ermöglicht. Zudem wurde 1942 durch den Reichssportführer das Versehrtensportabzeichen für körperlich eingeschränkte männliche Personen eingeführt (siehe Erwerb des Abzeichens). Die Niederlage von Stalingrad im März 1943 läutete das Ende der Verleihung des Reichssportjugendabzeichen ein. Das Aus für die Deutsche Reichsauszeichnung für Leibesübungen (Deutsches Reichssportabzeichen einschließlich Versehrtensportabzeichen) wurde im August 1944 besiegelt.

## Erwerb des Abzeichens
Bereits seit dem Bestehen eines Sportabzeichens gab es die Klasseneinteilung, welche durch die Nationalsozialisten aus der Zeit der Weimarer Republik übernommen wurde. Der Bewerber hatte „eine fünffache Gutleistung“ zu erbringen, die wiederum „das Bestehen von bestimmten Leistungsprüfungen auf Herz- und Lungenkraft, auf Spannkraft, auf den Besitz von Körperfertigkeit, Schnelligkeit und Ausdauer voraus[setzte].“ In jeder Prüfungsgruppe musste der Anwärter je eine der angebotenen Prüfungen nach Wahl ablegen. Nach einer geringfügigen Überarbeitung der Prüfungsbedingungen im Jahr 1934 folgte am 22. August 1935 die Anpassung des Bewerberkreises. Somit wurde der Erwerb des Deutschen Reichssportabzeichens nur noch gewissen Teilen der Bevölkerung zuteil. Diese Ideologisierung des Bewerberkreises grenzte den Erwerb bewusst ein. Durch die bereits erwähnte »Verordnung zur Ausführung des Gesetzes über Titel, Orden und Ehrenzeichen« von 1937 (siehe Entwicklung des Reichssportabzeichens im Nationalsozialismus) erhielt die sportliche Auszeichnung den Rang eines Staatsabzeichens.
In den Bestimmungen zum Deutschen Reichssportabzeichen war folgender ideologischer Inhalt festgehalten:
Der Zweck des Reichssportabzeichens ist, Anreiz zu geben zur Erreichung der für die Volkskraft notwendigen hochgesteigerten körperlichen Allgemeinausbildung und zur Bewahrung dieses Körperkönnens bis ins reife Alter.
Die Auszeichnung kann jeder unbescholtene Deutsche arischer Abstammung erwerben, der
a) das 18. Lebensjahr vollendet hat,
b) die gestellten Bedingungen erfüllt.
Zur Klasseneinteilung galt nach den Bestimmungen des Reichssportamtes:
Das Reichssportabzeichen wird in drei Klassen, in Bronze, Silber (versilbert) und Gold (vergoldet) verliehen.
- Die Auszeichnung in Bronze erwirbt,
wer nach Vollendung des 18. Lebensjahres bis zur Erreichung des 32. Lebensjahres die fünf geforderten Leistungen innerhalb von 12 Monaten erfüllt.
- Die Auszeichnung in Silber erwirbt,
a) wer nacheinander in 8 Jahren, einerlei ob diese ununterbrochen aufeinander folgen oder nicht, jedesmal die fünf geforderten Leistungen innerhalb von 12 Monaten erfüllt,
b) wer das 32. Lebensjahr überschritten hat und bis zur Erreichung seines 40. Lebensjahres die fünf geforderten Leistungen innerhalb von 12 Monaten erfüllt.
- Die Auszeichnung in Gold erwirbt,
a) wer das Reichssportabzeichen in Silber besitzt und nacheinander in weiter folgenden sieben Jahren jedesmal die fünf geforderten Leistungen innerhalb von 12 Monaten erfüllt,
b) wer das 40. Lebensjahr überschritten hat und die fünf geforderten Leistungen innerhalb von 12 Monaten erfüllt.

Eine neue, vierte Klasse bildete das Versehrtensportabzeichen, das am 18. November 1942 (RMBl. S. 242) vorwiegend für kriegsgeschädigte Soldaten geschaffen wurde, aber ebenso an körperlich eingeschränkte Menschen verliehen werden konnte. Der Erwerb war ähnlich den bis dato verfügbaren Klassen geregelt, enthielt aufgrund der vielfältigen körperlichen Einschränkungen jedoch speziellere Prüfungsbedingungen (siehe Versehrtensportabzeichen). Dazu wurden die Anwärter in zwei Gruppen kategorisiert.
Hierzu wurde in der Anordnung des Reichssportführers vom 18. November 1942 in § 7 Folgendes festgehalten:
1. Kriegsversehrte und sonstige körperbehinderte Männer, die trotz einer erheblichen und dauernden Leistungsbeeinträchtigung eine fünffache, verschiedenartige, die durchschnittliche Leistungshöhe gleichartiger Versehrter übersteigende Gutleistung nachweisen, erwerben das Abzeichen in Silber mit goldenem Kranz (Versehrtensportabzeichen) unter angleichenden Bedingungen.
2. Die Bewerber werden eingeteilt in die Gruppe A, für die Uebungen normiert festgesetzt werden, und in die Gruppe B, für die sie von Fall zu Fall festgesetzt werden.

Wer die Absicht hatte, sich um die Auszeichnung zu bewerben, musste sich bei einem Turn- oder Sportverein oder einer Ortsgruppe des DRL/NSRL, der Hochschule, der Schule oder der jeweilig vorgesetzten Dienststelle der Wehrmacht, der Schutzpolizei, des Reichsarbeitsdienstes, der SA bzw. der SS anmelden. Das zum Nachweis der bestandenen Prüfungen benötigte Urkundenheft kostete 1 RM (zzgl. Porto). Im Urkundenheft wurde das Lichtbild eingeklebt, die Personalien mit Unterschrift eingetragen und durch den Verein, die Ortsgruppe, die Schule oder eine amtliche Stelle beglaubigt. Der Bewerber hatte sich bei der jeweiligen Stelle zur Prüfung anzumelden, welche die in Aussicht genommene Leistung beaufsichtigen sollte. Die Verbände gaben die Termine und Arten der Prüfungen öffentlich bekannt und richteten darüber hinaus besondere Anmeldestellen ein, die den Anwärter über Ort und Stunde der angesetzten Prüfung benachrichtigten. Die Obmänner und Prüfer waren von der Sportbehörde zur Abnahme bestellt. Die Leistungserbringung mussten mindestens zwei berechtigte Prüfer abnehmen und nach erfolgreichem Abschließen beglaubigen. Der Anwärter hatte für das Abzeichen 1,50 RM (zzgl. Porto) zu entrichten und konnte auf Antrag zusätzlich eine Vorstecknadel für 1 RM (zzgl. Porto) und ein Stoffabzeichen für 0,30 RM (zzgl. Porto) erhalten.

## Prüfungsbedingungen
Die Bedingungen der Prüfung orientierten sich im Großen und Ganzen noch an den Auszeichnungsbedingungen aus den vorherigen Jahren, die bereits seit der Einführung im Deutschen Kaiserreich enthalten waren. Die in geringem Umfang vorgenommenen Veränderungen durch die Nationalsozialisten ließ bereits eine gewisse Richtung erkennen – die Wehrhaftmachung des Volkes. Die wehrsportlichen Bestrebungen wurden immer stärker unterstrichen und erhielten nicht nur im Deutschen Reichssportabzeichen Einzug, sondern auch in den zahlreichen parallel verliehenen Abzeichen. Die schon bestehenden Prüfungsmöglichkeiten des Reichssportabzeichens wurden um weitere ergänzt wie in der vierten Prüfungsgruppe das »Kleinkaliber-Schießen« und das »Großkaliber-Schießen«. In der fünften Prüfungsgruppe des Abzeichens für Männer kamen der »Gepäckmarsch 25 km« und die »Kraftradgeländefahrt über eine Strecke von mindestens 50 km« hinzu. Die Bedingungen waren innerhalb der fünf Gruppen differenziert, um den örtlichen Gegebenheiten zu entsprechen und den differenzierten Fähigkeiten der einzelnen Bewerber weitestmöglich entgegenzukommen, ohne das formulierte Prüfungsziel aus den Augen zu verlieren.
Die nachfolgende Tabelle zeigt die Prüfungsbedingungen anhand des Begleitheftes des Reichssportamtes für das Deutsche Reichssportabzeichen für Männer bzw. für Frauen. Zumeist sind die Disziplinen in gekürzter Fassung dargelegt:
Allgemeine Schwimmfähigkeit
| Disziplinen |
| --- |
| - Schwimmen – in stehendem Gewässer, angepasste Anforderungen in fließenden Gewässern – Männer: 300 m in 9 min – Frauen: 200 m in 7 min   |
| - Grundschein der Deutschen Lebensrettungsgesellschaft – insgesamt 8 Prüfungsbestandteile – Wahlmöglichkeit für Männer und Frauen         |
| - Schnellgehen – Wahlmöglichkeit nur für Frauen – zugelassen nur an Orten, in denen Gelegenheit zur Schwimmprüfung fehlt – 2 km in 18 min |

Sprungfähigkeit
| Disziplinen |
| --- |
| - Hochsprung – über eine Latte, ohne die Benutzung eines Sprungbretts – Männer: 1,35 m – Frauen: 1,10 m |
| - Weitsprung – ohne die Benutzung eines Sprungbretts – Männer: 4,75 m – Frauen: 3,50 m |
| - Sprung – ohne die Benutzung eines Sprungbretts – Bewertung mit mind. 12 Pkt. – Männer: Riesensprung (Grätsche) über langgestelltes 120 cm hohes & 170 cm langes Pferd ohne Pauschen – Frauen: Pferdsprung über langgestelltes 110 cm hohes & 170 cm langes Pferd ohne Pauschen |
| - Skisprung – Erreichen der Note 12 bei einem Gau- oder Kreissprunglauf |

Läuferische Schnelligkeit
| Disziplinen |
| --- |
| - Laufen – Männer: a) 100 m in 13,4 s b) 400 m in 68 s c) 1000 m in 5 min 20 s – Frauen: a) 75 m in 12,0 s b) 100 m in 15,5 s |

Koordinative Fähigkeit (Schnellkraft)
| Disziplinen |
| --- |
| - Diskuswerfen (2,50 m Kreisdurchmesser) – Männer (2 kg): 25 m – Frauen (1 kg): 22 m |
| - Speerwerfen – Männer (800 g): 30 m – Frauen (600 g): 22 m |
| - Kugelstoßen (2,135 m Kreisdurchmesser) – Männer (7,26 kg): 8 m – Frauen (8 pfd): 7,25 m |
| - Steinstoßen (15 kg) – Wahlmöglichkeit nur für Männer – Mindestweite (links und rechts zusammen): 9 m |
| - Schlagballweitwerfen (80 g) – Wahlmöglichkeit nur für Frauen – Mindestweite: 35 m |
| - Reckturnen – Bewertung mit mind. 12 Pkt. – Verbindung verschiedener Elemente – Männer: Ristgriff, Schwungstemme, freier Stütz, freie Felge, freie Stützkippe, Unterschwung – Frauen: Ristgriff, Felgaufschwung, Niedersprung rw., Knieaufschwung vw., Griffwechsel, Knieumschwung rw., Knieliegehang, Knieaufschwung vw., Kammgriff, Spreizabsitzen, Drehung in den Stand |
| - Barrenturnen – Bewertung mit mind. 12 Pkt. – Verbindung verschiedener Elemente – Männer: Außenquerstand, Ellgriff, Schwebekippe, Stütz, Oberarmstand, Rolle vw., Oberarmhang, Schwungstemme, Fechterflanke in den Stand – Frauen: Außenseitstand, Speichgriff, Scheraufschwung, Quergrätschsitz, Einschwingen, Vorschwingen, Überspreizen, Schraubenspreizen, Drehung, Außenquersitz, Kehre |
| - Schwimmen – in stehendem Gewässer, angepasste Anforderungen in fließenden Gewässern – Männer: 100 m in 1 min 40 s – Frauen: 100 m in 2 min |
| - Eislaufen – Wahlmöglichkeit nur für Männer a) 1500 m in 3 min 40 s (mit Renn- oder Tourenschlittschuhen – sogen. Holländer oder Friesen) b) 1500 m in 4 min (mit gewöhnlichen Schlittschuhen, einschl. Hockey-Schlittschuhen) |
| - Skilaufen – Wahlmöglichkeit nur für Frauen – Abnahme nur bei Gau- oder Kreiswettkämpfen – leichtere Geländeläufe bis höchstens 3 km – „Laufstrecke muss in einer Zeit zurückgelegt werden, welche die Zeit der Siegerin um nicht mehr als 25 vom Hundert überschreitet“ |
| - Rudern – Männer: (1): Sieg in einem Rennen auf einer deutschen offenen nicht örtlich beschränkten Ruderregatta, auf der mind. 150 Ruderer gestartet sind, mit mind. 3 Booten über mind. 1800 m (auf totem Wasser bzw. über mind. 2000 m auf fließenden Gewässern) (2): 2000 m in Rennvierer in 8 min (auf stromlosem Wasser, auf fließenden Gewässern eine entsprechend längere Strecke) oder: 2000 m in Renneiner in 9 min (auf stromlosem Wasser, auf fließenden Gewässern eine entsprechend längere Strecke) – Frauen: – Sieg bei einem Wettrudern mit einer Beteiligung von mind. 3 Booten :oder: Erreichen von mind. ¾ der Maximalpunktzahl bei einem Wettkampf im Stilwettrudern |
| - Paddeln – Männer: Paddeln (I): – Sieg in einem Rennen auf einer deutschen offenen nicht örtlich beschränkten Kanuregatta mit mind. 3 Booten (Kajak, Canadier, Faltboot) über mind. 1000 m (Kurzstreckenregatta) – Langstreckenregatta über mind. 10 km Paddeln (II): – 1000 m in 6 min 55 s in einem Faltbooteiner (Klasse F 1) – 1000 m in 7 min 35 s in einem Rennbooteiner (Klasse R 1) – Frauen: – Anpassung der Bedingungen bei fließendem Gewässer – 1000 m in 7 min 10 s in einem Einerkajak (Klasse R 1) – 1000 m in 7 min 45 s in einem Faltbooteiner (Klasse F 1) |
| - Gewichtheben – Wahlmöglichkeit nur für Männer – Zurhochstreckebringen eines Gewichtes (Kugel oder Scheibenstange), einarmig (mind. Hälfte des eigenen Körpergewichtes), beidarmig (mind. dem Eigengewicht des Prüflings) – Ausführung beider Übungen |
| - Segelfliegen – Wahlmöglichkeit für Männer und Frauen – 3 Gleitflüge mit S-Kurve von je 1 min Dauer mit anschließender glatter Landung |
| - Kleinkaliberschießen – auf einem polizeilich genehmigten Schießstand, auf 50 m Entfernung, gegen Kleinkaliberscheibe mit 12 Ringen (Abstand 1 cm) – je 5 Schuss liegend freihändig, kniend, stehend freihändig, offene Visierung – Zielfernrohr und andere Hilfsmittel sind verboten – jede Serie zu 5 Schuss ist innerhalb von 5 min abzufeuern (Serien folgen sich unmittelbar) – Handfeuerpatronen – 5,6 mm lang für Büchsen – 5 Probeschüsse – Männer: – Mindestleistung: 130 Ringe – Frauen: – Mindestleistung: 120 Ringe |
| - Großkaliberschießen – Wahlmöglichkeit nur für Männer a) Scheibengewehr – Scheibe: Standscheibe – Entfernung 175 m – 20 kreisige Ringscheibe: 235 Ringe b) Wehrmanngewehr – Scheibe: Lorenzsche Figur oder Wehrmann-Gewehrscheibe – Entfernung 175 m – 5 Schuss stehend freihändig, 5 Schuss kniend oder sitzend freihändig, 5 Schuss liegend freihändig – 20-kreisige Ringscheibe: 210 Ringe c) Pistole – Entfernung 50 m – 20-kreisige Ringscheibe: 215 Ringe |
| - Keulenwerfen (Handgranaten-Weitwerfen) – Gewicht der Keule (Handgranate) mind. 500 g – Wurf aus Stand oder mit Anlauf – Wahlmöglichkeit nur für Männer – erforderliche Weite: 44 m |

Ausdauerleistung
| Disziplinen |
| --- |
| - Laufen – Männer: 10000 m in 50 min – Frauen: 2000 m in 12 min |
| - Gehen – Wahlmöglichkeit nur für Frauen – 25 km in 5 h |
| - Gepäckmarsch – 25 km in 4 h 10 min – auf normaler Landstraße – 12,5 kg schweres Gepäck (Tornister oder Rucksack) – teilweise vorgeschriebener Anzug (Uniform, Wander- oder Straßenanzug, jedoch keine Trainingssachen) |
| - Schwimmen – in stehendem Gewässer, angepasste Anforderungen in fließenden Gewässern – Männer: 1 000 m in 24 min – Frauen: 1 000 m in 29 min |
| - Radfahren – Männer: – 20000 m auf einer Landstraße in 45 min – 20000 m auf einer Radrennbahn in 43 min – Frauen: – auf einer Landstraße in 60 min |
| - Eislaufen – Wahlmöglichkeit nur für Männer – 10000 m auf Renn- oder Tourenschlittschuhen in 27 min (sogenannte Holländer oder Friesen) – 10000 m auf gewöhnlichen Schlittschuhen in 30 min (einschließl. Hockey-Schlittschuhen) |
| - Skilaufen – Wahlmöglichkeit nur für Männer – Absolvieren eines Kreis- oder Gaulanglaufs über 15 bis 18 km in einer Zeit, welche die Durchschnittsgeschwindigkeit der drei besten Läufer bis zu 50 % überschreitet |
| - Rudern – Männer: – für fließendes Wasser gelten dieselben Bedingungen, wenn die Hälfte der Strecke stromauf, die andere Hälfte stromabwärts durchrudert wird – wird nur stromabwärts gerudert findet eine Anpassung durch den Prüfungsausschuss statt a) Rennen über 11 km in 1 h in einem Gigvierer (Art A) oder Seegig (Vierer) b) Rennen über 12 km in 1 h in einem Gigvierer (Art B) – Frauen: – ggf. Anpassung bei schnell fließendem Wasser – 10 km in 1 h in einem Gigdoppelvierer                                                                                   |
| - Paddeln – Männer: – 10 km in 75 min in einem Faltbooteiner (Klasse F 1) – 10 km in 65 min in einem Rennbooteiner (Klasse R 1) – 10 km in 75 min in einem Doppelkanadier (Klasse K 1) – Frauen: – 10 km in 75 min in einem Einerkajak (Klasse R 1) – 10 km in 85 min in einem Faltbooteiner (Klasse F 1) – 10 km in 86 min in einem Kanadierzweier (Klasse K 1) |
| - Reiten – Männer: – Geländeritt Klasse L (jeder öffentliche Geländeritt mit vorheriger Anmeldung anrechenbar) – je eine Note nicht schlechter als 3 für die Leistung in Schnelligkeit und über Hindernisse – Prüfung durch beorderten Offizier bei Angehörigen berittener Formationen (Wehrmacht oder Polizei) – Frauen: – Geländeritt Klasse L (jeder öffentliche Geländeritt mit vorheriger Anmeldung anrechenbar) – je eine Note nicht schlechter als 3 für die Leistung in Schnelligkeit und über Hindernisse                                                            |
| - Kraftradgeländefahrt – Wahlmöglichkeit nur für Männer – Höchstdauer: 85 min – über eine Strecke von mind. 50 km – darunter 5 km Land- oder Wiesenweg (nicht breiter als 1 m bis 1,20 m), 15 km Waldweg (nicht breiter als 1 m bis 1,20 m), 3 km im Gelände (Ödland oder Stoppelfeld) – 3 Steigungen von mind. 25 % auf Wald- oder Landweg – Überwinden von zwei trockenen Gräben von mind. 1 m Tiefe und 4 m Breite – Fahren eines schmalen Waldweges von höchstens 50 cm Breite und mind. 100 m Länge – ausschließliche Verwendung von serienmäßig hergestellten Maschinen |

## Verleihungszahlen
Von der Einführung eines deutschen Sportabzeichens 1913 bis zur Einstellung der Sportabzeichenprüfungen im Jahr 1944 ist nahezu ein kontinuierlicher Anstieg der Verleihungszahlen festzustellen. Vereinzelt sind Stagnationsphasen infolge des Ersten Weltkrieges, der Weltwirtschaftskrise in den 1920er Jahren bzw. des Zweiten Weltkrieges zu erkennen. Am Übergang zum NS-Regime ist ein erneuter und zahlenmäßiger Aufschwung ersichtlich, wobei die Zahlen ab 1937 scheinbar konstant blieben. Aufgrund vernichteter bzw. nicht auffindbarer Quellen variieren die Angaben der Verleihungszahlen stark und beruhen teilweise nur auf Schätzungen. Waren es Anfang der 1930er Jahre jährlich lediglich etwa 55.000 Abzeichen (die Angaben schwanken bis zu 77.000 Abzeichen), so wurden 1939 bereits über 100.000 Reichssportabzeichen verliehen. Kriegsbedingt sind die Zahlen im späteren Verlauf rückläufig. Man schätzt, dass zwischen 1933 und 1945 mehr als 1 Million Verleihungen (möglicherweise sogar bis zu 1,5 Millionen Verleihungen) stattgefunden haben.
Verleihungszahlen des Deutschen Reichssportabzeichens:
| Jahr    | Verleihungszahlen (seit 1913) |
| ------- | ----------------------------- |
| 1933    | ≈ 55.000 – 80.000             |
| 1934    | ≈ 65.000 – 100.000            |
| 1935    | ≈ 75.000 – 100.000            |
| 1936    | ≈ 95.000                      |
| 1937    | ≈ 100.000                     |
| 1938    | zw. 95.000 – 110.000          |
| ab 1939 | jährlich ≈ 100.000            |

## Chronologie
Im Folgenden werden die wichtigsten Ereignisse zur Entstehung und Entwicklung eines deutschen Sportabzeichens von 1912 bis 1945 genannt:
| Jahr | Ereignis |
| ---- | --- |
| 1912 | - Vortrag Carl Diems zu den Vorstellungen eines deutschen Sportabzeichens - Verabschiedung der Bedingungen durch den Deutschen Reichsausschuss für Olympische Spiele für ein deutsches Sportabzeichen unter dem Namen Auszeichnung für vielfältige Leistung auf dem Gebiet der Leibesübungen (nur für männliche Erwachsene & Mitglied eines Vereins) |
| 1913 | - Veröffentlichung der Prüfungsbedingungen im »Stadion-Kalender« - erste Verleihungen anlässlich des Jugend-Spielfestes in Berlin |
| 1920 | - Namensänderung in Deutsches Turn- und Sportabzeichen durch den Deutschen Reichsausschuss für Leibesübungen (DRA) |
| 1921 | - Erwerb des Sportabzeichens für alle deutschen Staatsbürger – Erwerb auch für Frauen möglich |
| 1925 | - Einführung eines Reichsjugendabzeichens für die männliche Jugend |
| 1927 | - Einführung eines Reichsjugendabzeichens für die weibliche Jugend |
| 1933 | - Umbenennung des Deutschen Turn- und Sportabzeichens in Deutsches Reichssportabzeichen durch DRA - Selbstauflösung des DRA |
| 1934 | - Gründung des Deutschen Reichsbundes für Leibesübungen (DRL) - Änderungen in den Prüfungsbedingungen mit Aufnahme wehrsportlicher Prüfungsbestandteile |
| 1935 | - ideologische Anpassung an den Bewerberkreis |
| 1937 | - Anerkennung als staatliches Ehrenzeichen (Orden) mit Durchführungsverordnung vom 1. September 1937 - Neue offizielle Bezeichnung: Deutsche Reichsauszeichnung für Leibesübungen |
| 1942 | - Einführung des Versehrtensportabzeichens als vierte Verleihungsklasse des Deutschen Reichssportabzeichens |
| 1943 | März - Einstellung der Verleihungen des Reichsjugendabzeichens |
| 1944 | August - Einstellung Verleihungen des Reichssportabzeichens |

## Sonstiges
Das Deutsche Reichssportabzeichen gehört zu den nationalsozialistischen Auszeichnungen, deren Tragen in Deutschland nach dem Gesetz über Titel, Orden und Ehrenzeichen (§ 6.2) vom 26. Juli 1957 in keiner Form zulässig ist.